# ナイト・シティ
ナイト・シティ（Nite City、またはRay Manzarek's Nite City）は、アメリカ合衆国ロサンゼルスのロック・グループ。ナイト・シティはドアーズのキーボード奏者レイ・マンザレクのバンドで、ボーカリストのノア・ジェームスや、後にブロンディに加入するベーシストのナイジェル・ハリスンが参加した。このグループは、1977年と1978年に2枚のスタジオ・アルバムを録音してリリースし、1977年に20th Century Record・レーベルからライブ・アルバムをリリースした。バンドの音楽は売れ行きが悪く、グループはファンを獲得できなかった。バンドのセカンド・アルバム『Golden Days Diamond Nights』のリリース後すぐに、ナイト・シティは解散した。 

## メンバー
- ナイジェル・ハリスン (Nigel Harrison) - ベース
- ジミー・ハンター (Jimmy Hunter) - ドラム、ボーカル
- ノア・ジェームス (Noah James) - リード・ボーカル
- レイ・マンザレク (Ray Manzarek) - キーボード、ボーカル
- ポール・ウォーレン (Paul Warren) - ギター、ボーカル

## ディスコグラフィ

### スタジオ・アルバム
- 『果てしなき夜への挑戦状』 - Nite City (1977年)
- Golden Days Diamond Nights (1978年)

### ライブ・アルバム
- Starwood Club, Los Angeles. 02/23/1977 (1977年)